# Margaret Simpson
Ej att förväxla med Marge Simpson i den tecknade filmen.
Margaret Simpson, född 31 december 1981, är en friidrottare från Ghana som tävlar i mångkamp.
Simpsons främsta merit är bronset från VM i Helsingfors 2005. Hon blev även bronsmedaljör vid samväldesspelen 2002 och afrikansk mästare 2004. Vid OS 2004 slutade Simpsons nia. Hennes personliga rekord i sjukamp är 6 423 poäng från Götzis 2005.
Hennes bästa gren är spjut vilket gjorde att hon kunde ta bronsmedaljen i VM-2005. Hon kastade upp sig från en 11:e plats till en tredje plats med sin bra spjutkastning. Margaret Simpsons personliga rekord i spjut är 56.36 m.